# Nikon F801
La Nikon F-801 è una fotocamera Single Lens Reflex per pellicola 35mm introdotta nel 1988 e prodotta dalla Nikon Corporation.  Si tratta di un miglioramento della prima SLR Nikon di successo con autofocus, la Nikon F-501. Esce nello stesso anno della versione maggiore, la Nikon F4 (con la quale condivide l'automatismo Matrix per l'esposizione con il lampeggiatore Nikon Speedlight SB-24).  
L'autofocus della F-801 non è in grado di pilotare gli obiettivi Nikkor AF-I e AF-S (dotati entrambi di motore AF incorporato), né le ottiche VR; gli obiettivi G possono essere diaframmati solo in Program o a Priorità dei Tempi: in Manuale e a Priorità di Diaframma è disponibile soltanto l'apertura minima. Gli AF-I, AF-S, VR e G possono comunque essere montati e utilizzati col solo fuoco manuale. Sono accettati anche gli obiettivi AI e AI-s, ma senza la lettura Matrix, (sono disponibili, con queste ottiche, solo la lettura media a prevalenza centrale e la modalità Manuale e Priorità del Diaframma). 
La F-801 è la prima Nikon con un display LCD sul tettuccio; assieme alla F4, è anche il primo modello della casa giapponese con un otturatore che raggiunge la velocità massima di 1/8000 di secondo. 
Nel 1991 esce l'aggiornamento, F-801s, che aggiunge (prendendo direttamente dalla F4) la lettura spot e un autofocus più rapido, dotato di calcolo del punto futuro.